# Чугай Тамара Іванівна
Тамара Іванівна Чугай (нар. 1955, село Ордівка, тепер Нововодолазького району Харківської області) — українська радянська діячка, пташниця Івашківської птахофабрики Золочівського району Харківської області. Депутат Верховної Ради СРСР 10—11-го скликань.

## Біографія
Закінчила Липкуватівський радгосп-технікум Нововодолазького району Харківської області.
У 1974—1976 роках — технік Українського науково-дослідного інституту птахівництва в селі Борки Зміївського району Харківської області.
У 1976—1977 роках — секретар комітету ЛКСМУ Одноробівського сільського професійно-технічного училища № 5 Золочівського району Харківської області.
З 1977 року — пташниця (птаховод) Івашківської птахофабрики Золочівського району Харківської області.
У 1979 році закінчила без відриву від виробництва Харківський зооветеринарний інститут.

## Нагороди
- медаль «За трудову відзнаку»
- грамоти і знаки ЦК ВЛКСМ та ЦК ЛКСМУ